# Lupinus andinus
Lupinus andinus là một loài thực vật có hoa trong họ Đậu. Loài này được Rose ex J. F. Macbr. miêu tả khoa học đầu tiên năm 1930.